# Charles Farrar Browne
Charles Farrar Browne, né le 26 avril 1834 et mort le 6 mars 1867, est un écrivain américain humoristique, mieux connu sous son nom de plume, Artemus Ward. Il est considéré comme le premier comédien de stand-up américain. Son nom de naissance est Brown mais il ajoute le « e » après qu'il est devenu célèbre. 

## Biographie
Charles Farrar Browne naît le 26 avril 1834 à Waterford dans le Maine.
D'abord apprenti imprimeur, Browne est allé à Boston pour travailler comme compositeur pour The Carpet-Bag, un magazine d'humour.
En 1860, il devient rédacteur en chef de Vanity Fair, un hebdomadaire humoristique de New York, qui s'est avéré un échec. À peu près à la même époque, il commence à donner des conférences et, par son humour drôle et excentrique, il attire un large public.
Il est initiateur d'un humour naïf typiquement américain, le soi-disant "frontier humor", basé sur des fautes d'orthographe, des jeux de mots, etc., dont Mark Twain est le plus illustre héritier. Reconnu comme conférencier, il voyage à ce titre dans toute l'Amérique entre 1861 et 1866, lorsqu'il est invité en Angleterre, où il travaille à Punch et donne une nouvelle vie au Savage Club.
En 1863, Browne vient se produire à San Francisco sous le nom d'Artemus Ward.
Il meurt le 6 mars 1867 à Southampton.